# Daphne tangutica
Daphne tangutica er en lav, stedsegrøn busk med duftende, hvide blomster. Den er en smule sart under danske forhold, men bruges alligevel som prydplante i haverne. Blomsterne har en fin, syrenagtig duft.

## Beskrivelse
Daphne tangutica er en lille, stedsegrøn busk med en opstigende, tæt forgrenet vækstform. Barken er først gulgrøn og dunhåret, men senere bliver den grågul til gråbrun, og gamle grene kan få en sølvgrå bark. Knopperne er spredtstillede og bladene er kortstilkede, hele og smalt ægformede eller lancetformede med hel, nedbøjet rand. Oversiden er skinnende mørkegrøn, mens undersiden er lysegrøn og svagt håret. 
Blomstringen foregår i april-juni, hvor man finder blomsterne samlet i endestillede hoveder med 3-12 blomster. De enkelte blomster er 4-tallige og regelmæssige med hvide kronblade, der er lyserøde til lyst violette på ydersiden. Frugterne er røde, ægformede stenfrugter .
Rodsystemet består af grove, dybtgående hovedrødder, og selv siderødderne er tykke. 
Højde x bredde og årlig tilvækst: 1,00 x 1,50 m (10 x 15 cm/år). 

## Hjemsted
Arten hører hjemme i bjergskovene i det sydvestlige Kina, hvor den findes i højder mellem 1.000 og 3.800 m. 
I en ungskov med eg og fyr som dominerende planter, som findes i 2.350-2.450 m højde på solsiden af Næsehorn-søen i  Jiuzhaigou, Tibet, Kina, findes arten sammen med bl.a. Abies ernestii (en art af ædelgran), Carpinus turczaninowii (en art af avnbøg), Deutzia longifolia (en art af stjernetop), dværgperlekurv, Fraxinus suaveolens (en art af ask), havearalie, manchurisk birk, mangeblomstret sølvblad, måttefyr, Phlomis umbrosa (en art af løvehale), Picea neoveitchii (en art af gran-slægten), Quercus aliena (en art af eg), Rhamnus parvifolius og Rhamnus rosthornii (arter af korsved), småbladet berberis, Sorbus discolor (en art af røn), sort dværgmispel og Syringa sweginzowii (en art af syren)

## Note
1. ↑  eFloras.org: Flora of China Arkiveret 5. november 2012 hos  Wayback Machine (engelsk)
2. ↑  Wu Zhengyi: Plant List of Jiuzhaigou Arkiveret 27. november 2010 hos  Wayback Machine (engelsk)